# Île du Grand Gaou
L'Île du Grand Gaou est une île française du Var. Elle dépend administrativement de Six-Fours-les-Plages et fait géographiquement partie de l'archipel des Embiez.
Le site touristique est protégé pour ses plantes sous-marines de la famille des Posidoniaceae (Posidonie). L'Île du grand Gaou renferme de nombreuses criques, est traversée par un sentier de découverte botanique et dispose d'aires de pique-nique. Une passerelle la relie à l'île du Petit Gaou.

## Protection
L'ensemble du site de la « Lagune du Brusc » est protégée par une charte Natura 2000, comprenant notamment les hauts fonds de l'Archipel des Embiez, sur une superficie de 451 hectares.